# Pelayo Sánchez
Pelayo Sánchez Mayo (Tellego, 27 marzo 2000) è un ciclista su strada spagnolo che corre per la Movistar Team. Professionista dal 2021, ha vinto una tappa al Giro d'Italia 2024.

## Palmarès

### Strada
- 2020 (Gomur-Cantabria Infinita, una vittoria)

3ª tappa Vuelta a Cantabria (Los Corrales de Buelna > Los Corrales de Buelna)
- 2023 (Burgos-BH, una vittoria)

3ª tappa Vuelta a Asturias (Cangas del Narcea > Oviedo)
- 2024 (Movistar Team, due vittorie)

Trofeo Port d'Andratx-Port de Pollença
6ª tappa Giro d'Italia (Viareggio > Rapolano Terme)

#### Altri successi
- 2020 (Gomur-Cantabria Infinita)

Classifica scalatori Vuelta a Cantabria
- 2022 (Burgos-BH)

Classifica giovani Volta ao Alentejo
- 2023 (Burgos-BH)

1ª tappa GP Beiras e Serra da Estrela (Seia > Gouveia, cronosquadre)

## Piazzamenti

### Grandi Giri
- Giro d'Italia

2024: 40º
- Vuelta a España

2021: 84º
2023: 37º
2024: ritirato (15ª tappa)

### Competizioni mondiali
- Campionati del mondo

Innsbruck 2018 - In linea Junior: 48º